# Àstrid de Suècia
Àstrid de Suècia, reina dels belgues (Estocolm 1905 - Küssnacht am Rigi (Suïssa) 1935). Princesa de Suècia amb el tractament d'altesa reial que a través del matrimoni esdevingué reina dels belgues. Morta en un accident automobilístic a Suïssa, al voltant de la seva imatge s'ha creat un mite.
Nascuda al Palau Reial d'Estocolm el dia 17 de novembre de l'any 1905, sent filla del príncep Carles de Suècia i de la princesa Ingeborg de Dinamarca. La princesa era neta per via paterna del rei Òscar II de Suècia i de la princesa Sofia de Nassau mentre que per via materna ho era del rei Frederic VIII de Dinamarca i de la princesa Lluïsa de Suècia.
Educada a la distesa cort sueca, la princesa es comprometé l'any 1926 amb el príncep hereu i després rei Leopold III de Bèlgica fill del rei Albert I i de la duquessa Elisabet de Baviera. La parella tingué tres fills:
- SAR la princesa Josepa Carlota de Bèlgica, nascuda a Brussel·les l'any 1927 i morta a Luxemburg l'any 2005. Es casà amb el gran duc Joan I de Luxemburg.
- SM el rei Balduí I de Bèlgica, nat el 1930 a Stuyvenberg i mort a Motril el 1993. Es casà amb l'aristòcrata espanyola Fabiola de Mora y Aragón.
- SM el rei Albert II de Bèlgica, nat el 1934 a Brussel·les. Està casat amb la princesa Paola Ruffo di Calàbria.

Al Castell de Stuyvenberg creà una cort informal allunyada del protocol, la qual cosa era extremadament criticada per l'aristocràcia belga però que era molt apreciada i respectada per les classes populars del país. Aviat Àstrid esdevingué una icona de les classes populars del país. La seva conducta però també la seva mort en accident automobilístic ajudaren a convertir a Àstrid en la reina més popular dels belgues.
El 29 d'agost de 1935 mentre Leopold i Àstrid viatjaven amb cotxe per una carretera al costat del llac suís de Lucerna, el rei perdé el control i tingueren un greu accident en el qual morí la reina a l'edat de 30 anys. Fou enterrada a l'Església de Nostra Senyora de Laeken.